# Бонапарт (Айова)
Бонапарт (англ. Bonaparte) — місто (англ. city) в США, в окрузі Ван-Б'юрен штату Айова. Населення — 359 осіб (2020).

## Географія
Бонапарт розташований за координатами 40°42′4″ пн. ш. 91°48′2″ зх. д. / 40.70111° пн. ш. 91.80056° зх. д. (40.701174, -91.800522).  За даними Бюро перепису населення США в 2010 році місто мало площу 0,95 км², уся площа — суходіл.

## Демографія
Згідно з переписом 2010 року, у місті мешкали 433 особи в 190 домогосподарствах у складі 117 родин. Густота населення становила 458 осіб/км².  Було 212 помешкання (224/км²).
Расовий склад населення:
| - 99,3 % — білих - 0,2 % — азіатів |

До двох чи більше рас належало 0,2 %. Частка іспаномовних становила 2,1 % від усіх жителів.
За віковим діапазоном населення розподілялося таким чином: 25,4 % — особи молодші 18 років, 59,4 % — особи у віці 18—64 років, 15,2 % — особи у віці 65 років та старші. Медіана віку мешканця становила 37,3 року. На 100 осіб жіночої статі у місті припадало 92,4 чоловіків;  на 100 жінок у віці від 18 років та старших — 79,4 чоловіків також старших 18 років.
Середній дохід на одне домашнє господарство  становив 41 849 доларів США (медіана — 30 909), а середній дохід на одну сім'ю — 50 970 доларів (медіана — 40 750). Медіана доходів становила 36 250 доларів для чоловіків та 34 250 доларів для жінок. За межею бідності перебувало 27,4 % осіб, у тому числі 47,1 % дітей у віці до 18 років та 16,1 % осіб у віці 65 років та старших.
Цивільне працевлаштоване населення становило 174 особи. Основні галузі зайнятості: виробництво — 35,1 %, освіта, охорона здоров'я та соціальна допомога — 26,4 %, роздрібна торгівля — 13,8 %, фінанси, страхування та нерухомість — 5,2 %.